# Misericòrdia Sugrañes Barenys
Misericòrdia Sugrañes Barenys (Reus, 1956), és una política i advocada de Menorca, batlessa d'Alaior de 2011 al 2019. Diputada al Parlament de les Illes Balears de 1999 a 2019 i novament a partir de 2023. Consellera i portaveu de l'oposició del Consell Insular de Menorca de 2019 a 2023. En l'actualitat, és la presidenta del Partit Popular de Menorca des de maig de 2017 i Secretària Primera de la Mesa del Parlament de les Illes Balears.
Sugrañes és llicenciada en Dret per la Universitat Central de Barcelona, i advocada amb despatx en actiu fundat l'any 1983. És membre de l'Il·lustre Col·legi d'advocats de les Illes Balears.
Va exercir el càrrec de Presidenta de la Junta Local del Partit Popular d'Alaior de 1997 a 2002. Actualment és membre de la Junta General i executiva Regional del Partit Popular de les Illes Balears, i del Comitè Executiu Insular del Partit Popular de Menorca. 

## Trajectòria política

### Etapa municipal (1991-2019)
A la política municipal va ser tinent d'alcalde d'Hisenda a l'Ajuntament d'Alaior de 1991 a 1995. Amb posterioritat, regidora a l'oposició de 1995 a 2011 i portaveu de 1995 a 2007.
Va ser la cap de llista a les eleccions municipals de 2003. La candidatura socialista liderada pel batle Antoni Gomez Arbona guanyar les eleccions i un pacte entre PSOE (6 regidors) i Esquerra de Menorca (1 regidor), consolidà la majoria absoluta.
Tornar a ser la cap de llista a les eleccions municipals de 2007. En aquests comicis, el Partit Popular va guanyar les eleccions, però mantingué els 6 regidors. Es repetí el pacte entre PSOE (6 regidors) i Esquerra de Menorca (1 regidor). Es quedar a tan sols 12 vots d'aconseguir la majoria absoluta.
Fou escollida batlessa del municipi a les eleccions municipals de 2011, a les quals va obtenir majoria absoluta. A les eleccions municipals celebrades el 24 de maig de 2015 revalidava la majoria absoluta, per tan sols 79 vots d'avantatge de l'agrupació d'esquerres Junts per Lô. Prengué possessió del càrrec el dia 13 de juny de 2015.

### Etapa insular (1999-2003 i 2019-2023)
A la política insular va ser Consellera al Consell Insular de Menorca des de 1999 a 2003. En aquesta legislatura el Partit Popular va quedar-se a l'oposició, després del pacte d'esquerres que investí a la socialista Joana Barceló.
L'any 2019 retornar al Consell Insular de Menorca. Va encapçalar la candidatura del Partit Popular a les eleccions del 26 de maig del 2019. La seva formació guanyar les eleccions, malgrat aconseguir el pitjor resultat de la història. Un pacte entre les formaciones d'esquerres, desplaçaren el seu partit del govern i en conseqüència, fou elegida consellera i portaveu del Partit Popular a l’oposició.

### Etapa autonòmica (1999-2019 i 2023-actualitat)
En quant a política autonòmica, ha exercit de diputada al Parlament de les Illes Balears des de 1999 a 2019, i a partir de 2023.
Al Parlament de les Illes Balears va ostentar la Vicepresidència de la Comissió de Turisme a la V legislatura. Presidenta de la Comissió del Estatut dels Diputats i Vicepresidenta i Portaveu del Grup Popular de la Comissió d'Hisenda i Pressupostos a la VI legislatura. Vicepresidenta de la Comissió de Control de la Radiotelevisió de les Illes Balears a la VII legislatura i Secretària de la Comissió de Medi Ambient i Ordenació del Territori a la VIII.
A les elecciones de 28 de maig de 2023, fou la número 2 de la candidatura popular al Parlament de les Illes Balears per Menorca. Resultà escollida diputada i, per tant, inicià la seva sisena legislatura a la Cambra Baixa.
El 20 de juny de 2023, en la sessió constitutiva de la XI Legislatura, fou escollida Secretària Primera de la Mesa del Parlament de les Illes Balears.